# Saint-Léonard-des-Parcs
Saint-Léonard-des-Parcs is een gemeente in het Franse departement Orne (regio Normandië) en telt 72 inwoners (2009). De plaats maakt deel uit van het arrondissement Alençon.

## Geografie
De oppervlakte van Saint-Léonard-des-Parcs bedraagt 13,1 km², de bevolkingsdichtheid is dus 5,5 inwoners per km².
De onderstaande kaart toont de ligging van Saint-Léonard-des-Parcs met de belangrijkste infrastructuur en aangrenzende gemeenten.

## Demografie
Onderstaande figuur toont het verloop van het inwonertal (bron: INSEE-tellingen).